# 1975년 대한민국의 영화 목록
다음은 1975년에 개봉됐던 대한민국의 영화 목록이다.

## 목록
- 《10년만의 외출》
- 《10대의 영광》
- 《49제》
- 《5천리 대도망》
- 《가수왕》
- 《감방》
- 《강인의 무덤》
- 《거지왕 김춘삼》
- 《격동》
- 《공포의 이중인간》
- 《광녀》
- 《극락조》
- 《김두한 3》
- 《꽃과 뱀》
- 《나는 어떡하라고》
- 《나의 인생 고백 2》
- 《남사당》
- 《낮과 밤의 두황제》
- 《내시의 아내》
- 《내일은 진실》
- 《너 또한 별이 되어》
- 《눈물젖은 샌드백》
- 《대비상망》
- 《대학생》
- 《독사》
- 《동거인》
- 《마지막 대결》
- 《마지막 포옹》
- 《망나니》
- 《무장 해제》
- 《미인》
- 《밀행》
- 《바보 용칠이》
- 《바보들의 행진》
- 《반수반인》
- 《방랑의 영웅》
- 《병태의 감격시대》
- 《본능》
- 《불꽃》
- 《비밀객》
- 《빛은 어디에》
- 《빨간 구두》
- 《빵간에 산다》
- 《사생결단》
- 《삼각의 함정》
- 《삼포가는 길》
- 《새벽에 온 방문객》
- 《소》
- 《소림사의 결투》
- 《속 연화》
- 《숲과 늪》
- 《아이 러브 마마》
- 《안나의 유서》
- 《애수의 샌프란시스코》
- 《애종》
- 《애처일기》
- 《야녀》
- 《약속》
- 《어제 내린 비》
- 《어제, 오늘 그리고 내일》
- 《여고 졸업반》
- 《여자 형사 마리》
- 《연인들》
- 《연화》
- 《영자의 전성시대》
- 《왜 그랬던가》
- 《욕망》
- 《용호문》
- 《운수대통》
- 《원한의 여권》
- 《위험한 사이》
- 《육체의 약속》
- 《이조 상노비사》
- 《이중섭》
- 《인간 단지》
- 《인사여무》
- 《일생》
- 《작은 별》
- 《잔류첩자》
- 《정형 미인》
- 《조약돌》
- 《조총련》
- 《졸업시험》
- 《죽음의 승부》
- 《지옥의 초대장》
- 《창수의 전성시대》
- 《천하무적》
- 《청춘극장》
- 《초연》
- 《춘자의 사랑 이야기》
- 《춘희 '75》
- 《타인의 숨결》
- 《탈출》
- 《태백산맥》
- 《태양닮은 소녀》
- 《태양의 분노》
- 《태풍을 일으킨 사나이》
- 《특별수사본부 외팔이 김종원》
- 《폭력은 없다》
- 《학녀》
- 《협객 김두한》
- 《형사 배삼룡》
- 《황금마담》
- 《황토》
- 《황혼의 만하탄》
- 《흑거미》
- 《흑룡》
- 《흑묘》
- 《흑백대권》
- 《흑야》

## 참고 자료
- KOFIC 영화데이터베이스